# Classe Ulyanovsk
Le portaerei della classe Ulyanovsk in russo Улья́новск? (progetto 1143.7 secondo la classificazione sovietica) erano grandi unità a propulsione nucleare, equivalenti per dimensioni e prestazioni alle americane classe Forrestal. Il programma fu cancellato in seguito al crollo dell'URSS.

## Sviluppo
Il programma per la costruzione di una grande portaerei a propulsione nucleare, paragonabile a quelle americane, iniziò nel 1973 con il progetto Orel, cancellato nel 1983.
Il problema di garantire un'adeguata protezione aerea alla flotta sovietica anche durante le operazioni in altro mare non si poteva considerare risolto con le classe Kiev, viste le loro ridotte dimensioni ed i notevoli limiti degli aerei allora imbarcati (gli Yak-38). Neanche le classe Kuznetsov risolvevano il problema, visto che si trattava di portaerei convenzionali.
Di conseguenza, nel 1984, l'ufficio di progettazione Nevskoye, incaricato di risolvere la situazione, elaborò il progetto 1143.7, riproposizione del vecchio Progetto 1153 Orel. Inizialmente il nome doveva essere Kremlin, ma poi si optò per quello di Uljanovsk, città natale di Vladimir Lenin. La costruzione della nuova unità iniziò nel 1988 presso il cantiere navale di Mykolaïv (oggi in Ucraina).

## Tecnica
Questo ambizioso progetto costituiva un drastico miglioramento rispetto alle classe Kiev, poiché si trattava di navi molto più grandi, in grado di trasportare aerei ad ala fissa e a decollo convenzionale.
Le Uljanovsk, inoltre, erano migliori anche delle classe Kuznetsov: le superiori dimensioni consentivano di imbarcare un numero di aerei maggiore, e ne permettevano il decollo con l'ausilio di catapulte, senza ricorrere allo sky-jump di prua (che infatti, non era previsto); la propulsione nucleare azzerava i limiti di autonomia.
Si trattava di navi molto simili, per soluzioni tecniche, alle portaerei americane classe Forrestal, ma inferiori alle nucleari Nimitz (molto più grandi).
Molto potente era l'armamento: impianti antiaerei SA-N-9 ed SA-N-11 e missili antinave SS-N-19, che avrebbero conferito alle Ulyanovsk notevoli capacità di autodifesa.

## La fine del programma
Non si conosce il numero delle unità previste. La costruzione della Uljanovsk iniziò nel 1988, ma il programma fu sospeso nell'estate del 1991 e definitivamente cancellato nello stesso anno. La demolizione della grande unità, completa al 45%, iniziò il 4 febbraio 1992. Le scorte di metallo accumulate per la costruzione della seconda unità (mai iniziata) furono utilizzate per altri scopi.